# Diabetický deník

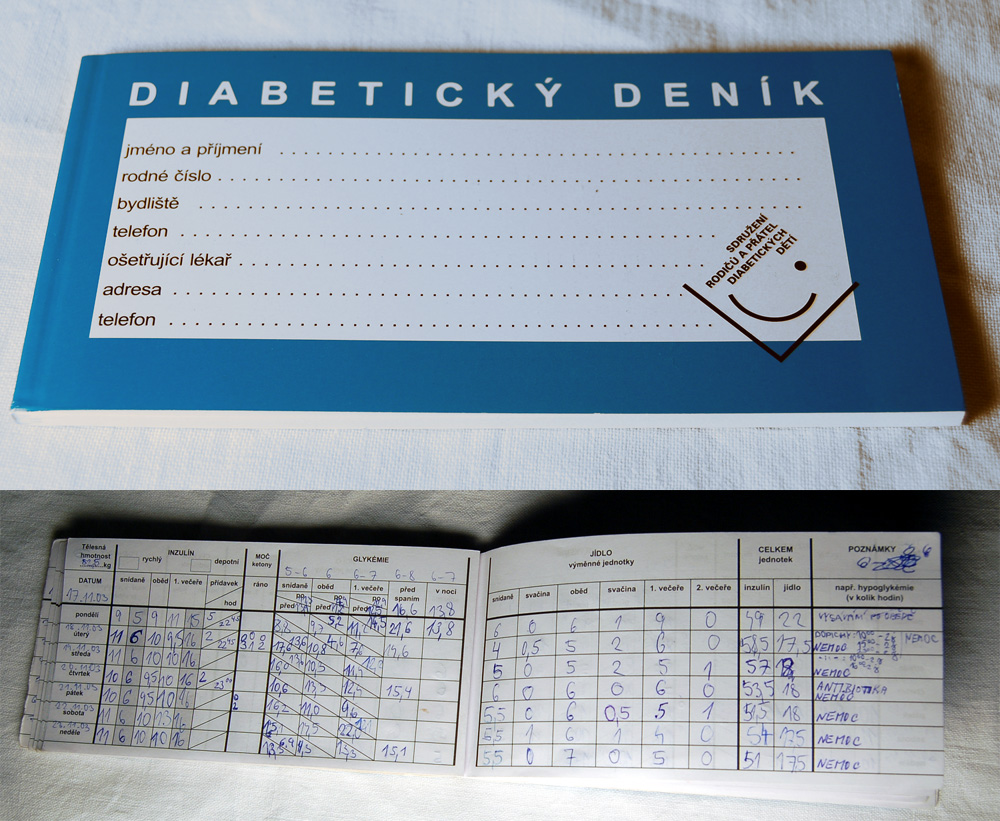
Ukázka vyplněného diabetického deníku od Sdružení rodičů a přátel diabetických dětí

Diabetický deník je pomůcka diabetika, především I. typu. Diabetický deník může být ve formě předtištěných notýsků nebo ve formě listů, které si může diabetik sám navrhnout podle svých potřeb.
Základ zápisu do diabetického deníku obsahuje:
- naměřenou hodnotu glykemie pomocí glukometru
- přítomnost glukosy (případně ketolátek) v moči pomocí diagnostických proužků DiaPhan
- aplikovaný počet jednotek inzulínu s časem aplikace
- množství zkonzumovaného jídla (buď ve výměnných jednotkách nebo v gramech sacharidů)
- poznámky (obsahují neobvyklé činnosti, změnu zdravotního stavu, vysvětlování příčiny hypo a hypergylkémií)
- tělesnou hmotnost a váhu (zvláště u dospívajících diabetiků je vhodné zapisovat změny hmotnosti a s nárůstem hmotnosti adekvátně zvyšovat inzulín)

Diabetický deník má především význam pro samotného diabetika, který může rychleji a lépe odhalit určité opakováníse nekalých jevů (např.: opakování hyperglykémie před obědem objevíme dříve při pohledu na diabetický deník, než když se snažíme vzpomenout, jakou glykémii jsme měli pár dní před obědem - a hlavně: Kdo si pamatuje, co vůbec před dvěma dny obědval?). Diabetický deník má sekundární význam pro ošetřujícího diabetologa, který podle diabetického deníku může radit a upozorňovat diabetika na chyby, kterých se dopustil. Mnoho diabetiků (zvláště mladších) záměrně zkresluje informace v diabetickém deníku, aby „měli od diabetologa pokoj“. Avšak toto jednání není racionální, protože diabetolog nemůže adekvátně diabetikovi poradit a diabetik nemůže z vymyšlených údajů měnit léčbu ve svůj prospěch. Každopádně se vysoké glykémie vždy projeví na zvýšené hodnotě glykovaného hemoglobinu.